# INOKI BOM-BA-YE 2010
INOKI BOM-BA-YE 2010（イノキボンバイエ にせんじゅう）は、日本のプロレスのイベント「INOKI BOM-BA-YE」の大会の一つ。2010年12月3日、東京都墨田区の両国国技館で開催された。

## 大会概要
2003年の大会以降、休止していたINOKI BOM-BA-YEがイノキ・ゲノム・フェデレーション株式会社が主催となって、7年ぶりに開催された。ただし、これまでのように総合格闘技の大会ではなくプロレスの大会となった。

## 結果
第1試合 シングルマッチ(15分1本勝負)
○佐藤光留 (6分08秒 腕ひしぎ十字固め) 定アキラ×
第2試合 シングルマッチ(20分1本勝負)
○マーク・コールマン (2分58秒 袈裟固め) 鈴木秀樹×
第3試合 IGF対NOAH対抗戦2番勝負スペシャル・タッグマッチ(20分1本勝負)
○エリック・ハマー&タカ・クノウ (9分22秒 TKO) モハメド・ヨネ&青木篤志×
第4試合 シングルマッチ(20分1本勝負)
○ケンドー・カシン (4分33秒 エビ固め) カリート×
第5試合 シングルマッチ(20分1本勝負)
○アレクサンダー・ティモノフ (51秒 TKO) アレクサンダー大塚×
第6試合 シングルマッチ(30分1本勝負)
○キース・ハンソン (7分 ブロック・バスター) ザ・プレデター×
第7試合 アントニオ猪木50th Anniversary スーパー・レジェンド・タッグマッチ(20分1本勝負)
○ウルティモ・ドラゴン&初代タイガーマスク (8分11秒 アサイDDT) 藤波辰爾&紅白仮面×
第8試合 IGF対NOAH対抗戦2番勝負シングルマッチ(30分1本勝負)
○潮崎豪 (11分20秒 豪腕ラリアット) 澤田敦士×
セミファイナル タッグマッチ(45分1本勝負)
○佐々木健介&中嶋勝彦 (14分17秒 北斗ボム) ボビー・ラシュリー&ハリケーン×
メインイベント スーパー・ドリームマッチ(60分1本勝負)
○鈴川真一 (4分08秒 逆片エビ固め) モンターニャ・シウバ×